# Jaakko Hänninen
Jaakko Hänninen (ur. 16 kwietnia 1997 w Ruokolahti) – fiński kolarz szosowy.

## Osiągnięcia
Opracowano na podstawie:

2015
- 1. miejsce w mistrzostwach Finlandii juniorów (jazda indywidualna na czas)
- 1. miejsce w mistrzostwach Finlandii juniorów (start wspólny)

2017
- 1. miejsce w mistrzostwach Finlandii U23 (jazda indywidualna na czas)
- 2. miejsce w mistrzostwach Finlandii (start wspólny)

2018
- 1. miejsce w Tour du Gévaudan Occitanie
- 3. miejsce w mistrzostwach świata U23 (start wspólny)

## Rankingi
| Rok             | 2017 | 2018 | 2019  | 2020 | 2021 | 2022 | 2023  | 2024 |
| --------------- | ---- | ---- | ----- | ---- | ---- | ---- | ----- | ---- |
| World Ranking   | 975. | 481. | 1002. | 595. | 847. | 618. | 1592. | 932. |
| UCI Europe Tour | 655. | 823. | 719.  | 485. | 652. | 478. | -     | -    |
|                 |      |      |       |      |      |      |       |      |
| Źródło: UCI     |      |      |       |      |      |      |       |      |